# ○○○○○○○○殺人事件
『○○○○○○○○殺人事件』（まるまるまるまるまるまるまるまるさつじんじけん）は早坂吝作の推理小説である。

## 概要
小笠原諸島の架空の孤島でおきる連続殺人事件を描く。2014年第50回メフィスト賞（講談社の公募文学新人賞）受賞。2014年9月に講談社ノベルスから刊行。ノベルスのカバーイラストは鍋島テツヒロが担当。2015年版ミステリが読みたい!第7位。2017年には加筆された文庫版が刊行された。
作者のデビュー作であり「援交探偵 上木らいちシリーズ」の第1作である。
本作は性的な内容やコメディのようなオチから「バカミス」もしくは「エロミス」と称されることもある。

## あらすじ
アウトドアが趣味の公務員・沖らとある目的ネット上で知り合った男女グループであり、黒沼が所有する孤島での、毎回夏休みにオフ会をする。
赤毛の美しい女子高生「上木らいち」が初参加する。
孤島に着くと、メンバーの二人が失踪し、さらに殺人事件が起こる＿＿。

## 書誌情報
- 早坂吝『○○○○○○○○殺人事件』2014年、講談社（講談社ノベルス）ISBN 978-4062990257
- 早坂吝『○○○○○○○○殺人事件』2017年、講談社（講談社文庫）ISBN 978-4062936279

## 主な登場人物
- 沖健太郎(30) - 区役所職員、語り手
- 小野寺渚(23) - 大学院生
- 浅川史則(48) - 医者
- 中条法子(40) - 弁護士
- 成瀬瞬(37) - フリーライター、ブロガー
- 上木らいち(18) - 成瀬の同伴者である。美しい容姿の少女であるが、正体娼婦である。また優れた推理能力を持つ。
- 黒沼重紀(50) - 孤島の所有者、仮面の男
- 黒沼深景(35) - その妻